# Aldo Poretti
Aldo Poretti (19 luglio 1907 – ...) è stato un calciatore svizzero, di ruolo attaccante.

## Carriera

### Nazionale
Ha collezionato 11 presenze con la propria Nazionale.

## Palmarès

### Club

#### Competizioni nazionali
- Coppa Svizzera: 1

Lugano: 1930-1931